# Бопфинген
Бопфинген (њем. Bopfingen) град је у њемачкој савезној држави Баден-Виртемберг. Једно је од 42 општинска средишта округа Осталб. Према процјени из 2010. у граду је живјело 12.299 становника. Посједује регионалну шифру (AGS) 8136010.

## Географски и демографски подаци
Бопфинген се налази у савезној држави Баден-Виртемберг у округу Осталб. Град се налази на надморској висини од 468 метара. Површина општине износи 77,0 km². У самом граду је, према процјени из 2010. године, живјело 12.299 становника. Просјечна густина становништва износи 160 становника/km².

## Међународна сарадња
| Мјесто | Држава    | Врста сарадње | Од    |
| ------ | --------- | ------------- | ----- |
| Руси   | Италија   | партнерство   | 1996. |
| Бомон  | Француска | партнерство   | 1989. |
| Извор  |           |               |       |